# Сили спеціальних операцій Збройних сил України
Сили спеціальних операцій Збройних сил України (абр. ССО ЗСУ) — окремий рід сил у складі Збройних Сил України, до складу якого входять частини спеціального призначення і підрозділи інформаційно-психологічних спеціальних операцій, що комплектуються спеціально навченими фахівцями, які мають спеціальні можливості у сферах розвідки, прямих акцій та військової підтримки для виконання складних, небезпечних, інколи політично чутливих операцій, що проводить командування ССО.

## Історія
Історія створення Сил спеціальних операцій ЗС України бере свій початок з 2007 року. Тоді було видано одну з останніх директив Міністра оборони України Анатолія Гриценка щодо формування Управління Сил спеціальних операцій, як структурного підрозділу Генерального штабу ЗС України. Очолив Управління розробник його концепції — Юрій Серветник. Підрозділ проіснував до 2012 року.
Анексія Криму Росією і війна на Донбасі прискорили процес формування ССО. Завдяки бойовому досвіду, набутому військово-політичним керівництвом та підрозділами спеціального призначення, з'явилась необхідність відокремлення Сил спеціальних операцій в окремий рід сил.
20 квітня 2015 року начальник Управління спеціальних операцій Генштабу Сергій Кривонос повідомив, що у Генеральному штабі Збройних Сил України підтримали пропозицію створити окрему структуру Сил спеціальних операцій, котра підпорядковуватиметься Міністерству оборони України.
Створення Сил спеціальних операцій було передбачено у Стратегічному оборонному бюлетені України 2016 року, розрахованому на період до 2020 року.
5 січня 2016 року Міністр оборони України призначив командувачем Управління Сил спеціальних операцій генерал-майора Ігоря Луньова, який раніше був першим заступником командувача Високомобільних десантних військ. Начальник Управління спеціальних операцій Генштабу Сергій Кривонос був призначений першим заступником командувача ССО.
14 травня 2016 року відбувся перший випуск 29-ти інструкторів навчально-тренувального центру Сил спеціальних операцій кваліфікаційного курсу в рамках програми Об'єднаної багатонаціональної групи (США, Литва, Латвія, Естонія).
16 червня 2016 року Верховна Рада України дозволила створити сили спеціальних операцій та високомобільні десантні війська. За відповідний законопроєкт проголосували 256 народних депутатів. Законом вносяться зміни до Закону України «Про Збройні Сили України», якими визначається, що до окремих родів військ належать Сили спеціальних операцій Збройних Сил України, Високомобільні десантні війська Збройних Сил України.
26 липня 2016 року президент Петро Порошенко запровадив свято День Сил спеціальних операцій Збройних сил України.
29 липня 2017 року Міністр оборони України повідомив про збільшення фінансування сил спеціальних операцій, зокрема додаткові кошти планується направити на розбудову навчального центру.
3 березня 2018 року Президент Петро Порошенко затвердив Положення про Сили спеціальних операцій Збройних Сил України.
У 2019 році загін українських Сил спеціальних операцій у форматі Special Operation Task Group пройшов сертифікацію і з 2020 року заступив на бойове чергування у складі підрозділів NATO Response Force.
24 червня 2019 року вперше в історії підрозділ з країни — не члена НАТО пройшов сертифікацію як підрозділ ССО (SOF) і має право залучатися в Сили швидкого реагування НАТО. Ним став 140-й центр Сил спеціальних операцій ЗС України. Також українських офіцерів ССО залучали до оцінювання підрозділу хорватських спецпризначенців за вимогами NRF.
У червні 2019 року вперше було оголошено на набір на Кваліфікаційний курс інформаційних та психологічних операцій (ІПсО).
24 липня 2019 року генерал-лейтенант Ігор Луньов дав брифінг. На ньому він повідомив, що в ССО на 100 % замінено зразки снайперських гвинтівок радянського виробництва. Вітчизняні гвинтівки UAR-10, американські SAVAGE, BARRETT значно підвищили якість виконання бойових завдань підрозділів спецпризначення і ведення контрснайперської боротьби на Сході України. Він озвучив плани ССО — впровадити новий Кваліфікаційний курс для підрозділів інформаційно-психологічних операцій, завершити формування авіаційної та морської компоненти й розпочати підготовку пілотів та екіпажів у відповідності до поточних завдань.

## Завдання та цілі
Функції, завдання та особливості діяльності Сил спеціальних операцій Збройних Сил України визначаються законами України та Положенням, яке затверджує Президент України.
Органи військового управління та військові частини розвідки, Сил спеціальних операцій Збройних Сил України відповідно до закону можуть залучатися до заходів добування розвідувальної інформації з метою підготовки держави до оборони, підготовки та проведення спеціальних операцій та/або спеціальних дій, забезпечення готовності Збройних Сил України до оборони держави. Сили спеціальних операцій Збройних Сил України здійснюють ведення спеціальної розвідки.
ЗУ «Про оборону України» дає визначення спеціальна операція — сукупність узгоджених і взаємопов'язаних за метою, завданнями, місцем та часом спеціальних дій підрозділів Сил спеціальних операцій Збройних Сил України, спрямованих на створення умов для досягнення стратегічних (оперативних) цілей, які проводяться за єдиним замислом самостійно або у взаємодії з військовими частинами, підрозділами Збройних Сил України, інших військових формувань, правоохоронних органів України та інших складових сил оборони для виконання завдань.
Спеціальна розвідка — комплекс заходів і дій для добування, опрацювання і доведення розвідувальної інформації в інтересах підготовки та ведення (підтримки) операцій, бойових і спеціальних дій з використанням визначених способів добування відомостей, в тому числі встановлення конфіденційного співробітництва з особами за добровільною згодою.
До типових завдань ССО відносяться:
- рейди та сучасні бойові дії;
- психологічні операції (Psy-Ops);
- добуття розвідувальної інформації за лінією фронту;
- робота «цивільної адміністрації» (залучення на свій бік населення);
- створення агентурних мереж;
- навчання іноземних армій, поліційних і безпекових сил (так зване «примноження сили»);
- пошук, евакуація й доставлення полонених, заручників;
- медична допомога;
- упровадження в структуру спецслужб і військових організацій з метою шпигунства або знищення людей, що представляють загрозу державі (у тому числі і на території інших держав);
- підготовка до переворотів, повалення режимів;
- виявлення, ідентифікація та визначення цілей для власних засобів ураження;
- антитерористичні операції.

## Структура

### Командування ССО
- Командування сил спеціальних операцій (в/ч А0987, м. Київ)
- 99-й окремий батальйон управління та забезпечення (в/ч А3628, м. Бердичів)
- 142-й навчально-тренувальний центр (в/ч А2772, м. Бердичів)

### Частини спеціального призначення
- Окремий центр спеціальних операцій «Схід» (в/ч А0680, м. Кропивницький)
- Окремий центр спеціальних операцій «Захід» (в/ч А0553, м. Хмельницький)
- 48-й окремий загін спецпризначення[16]
- 73-й морський центр (в/ч А3199, м. Очаків)
- 140-й окремий центр ССО (в/ч А0661, м. Хмельницький)
- 144-й центр сил спеціальних операцій[17]
- 35-та змішана авіаційна ескадрилья (456 БрТрА)[18]
- Окремий полк зв'язку ССО[19]

### Корпус «Рейнджерів»
- 4-й окремий полк рейнджерів[20]
- 5-й окремий полк рейнджерів[21]
- 6-й окремий полк рейнджерів
- 7-й окремий полк рейнджерів[21]

### Підрозділи інформаційно-психологічних спеціальних операцій
- 16-й центр інформаційно-психологічних операцій (в/ч А1182, м. Житомир)
- 72-й центр інформаційно-психологічних операцій (в/ч А4398, м. Бровари)
- 74-й центр інформаційно-психологічних операцій (в/ч А1277, м. Львів)
- 83-й центр інформаційно-психологічних операцій (в/ч А2455, м. Одеса)

## Діяльність

### Освіта
9 квітня 2018 року у Командуванні Сил спеціальних операцій ЗС України завершились двотижневі курси з оперативного планування, які проводились викладачами Об'єднаного університету Сил спеціальних операцій (Флорида) (Joint Special Operations University).
Підготовка майбутніх молодших офіцерів Сил спеціальних операцій ЗС України здійснюється у Військовій академії (м. Одеса) по спеціальності «Управління діями підрозділів спеціального призначення».

### Навчання
- На початку липня 2017 року бійці 140 центру СпО брали участь у навчаннях «Flaming Sword 2017» (Литва). Три тижні, 1000 бійців із 9 країн.
- З 28 червня по 10 липня 2021 року бійці 73 Морського Центру СпО брали участь у навчаннях «Sea Breeze 2021».
- З 22 вересня по 30 вересня 2021 року Сили спеціальних операцій України брали участь у навчаннях «Об'єднанні зусилля 2021». Більш як 12 000 бійців, 600 одиниць техніки з 16 країн.
- З 20 вересня по 1 жовтня 2021 року Сили спеціальних операцій Збройних сил України брали участь у навчаннях «Rapid Trident 2021».

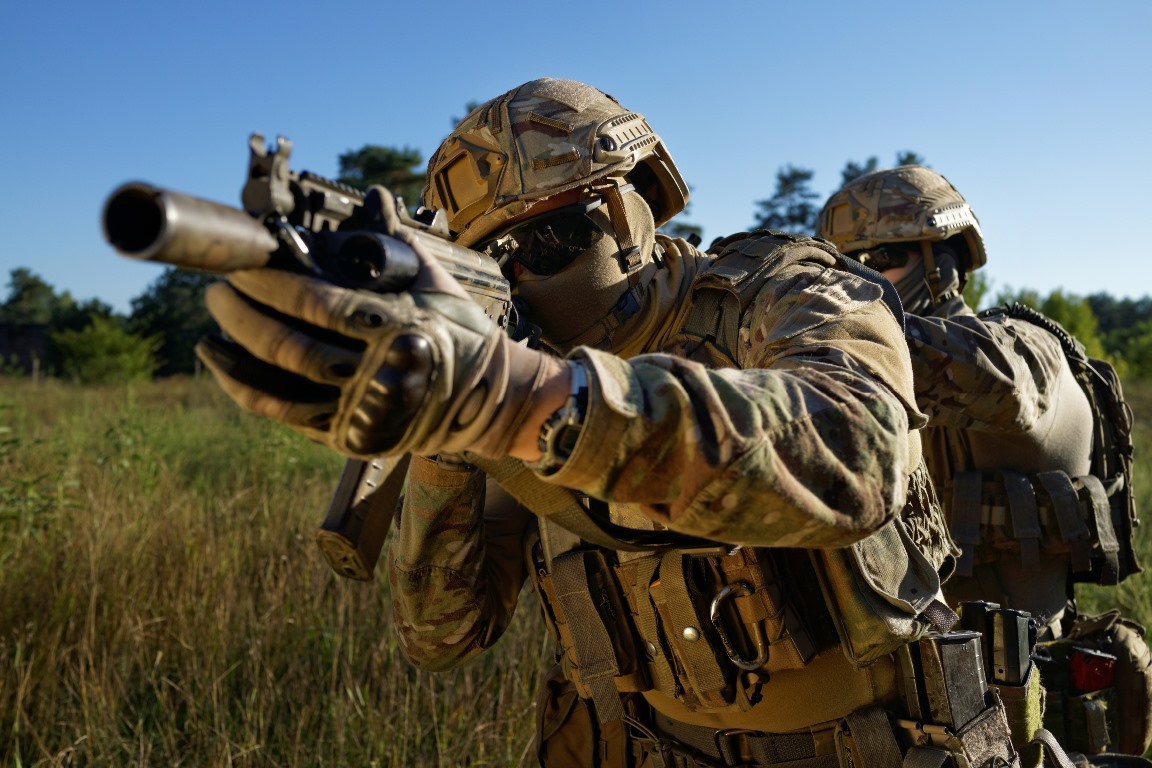
Оператор 3 ОП СпП під час навчань.
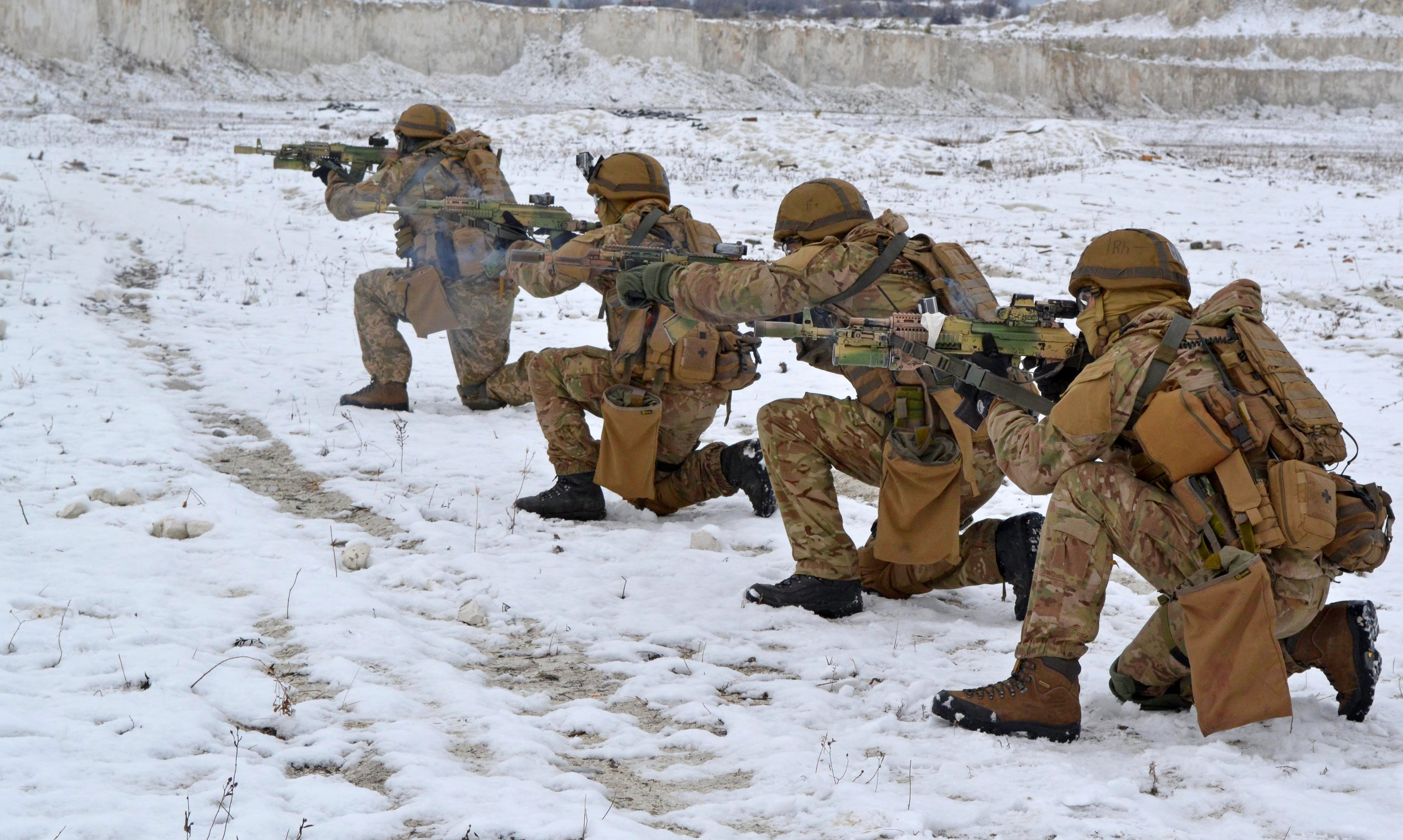
Бійці 8 ОП СпП під час тренування.
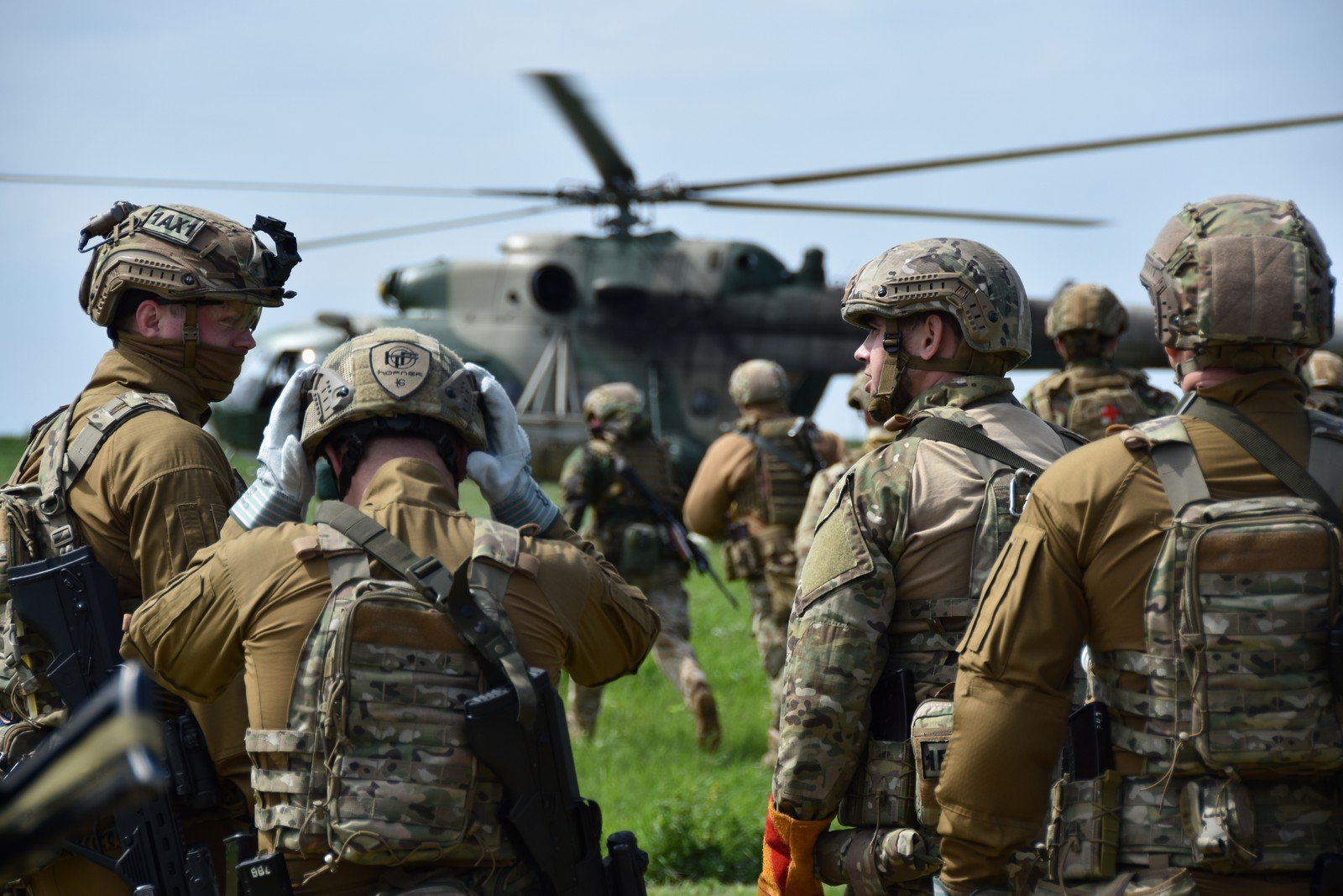
Оператори 8 ОП СпП під час тренування по висадці з гвинтокрилу.

## Командування

Штандарт командувача Сил спеціальних операцій

### Командувачі
- 05.01.2016—25.08.2020: генерал-лейтенант Луньов Ігор Васильович[23][24]
- 25.08.2020—25.07.2022: генерал-майор Галаган Григорій Анатолійович[25][26]
- 25.07.2022—03.11.2023: генерал-майор Хоренко Віктор Олександрович[27][28]
- 03.11.2023—09.05.2024: полковник Лупанчук Сергій Костянтинович[29][30][31]
- з 09.05.2024: генерал-майор Трепак Олександр Сергійович[32]

### Начальники штабу
- 05.01.2016—12.03.2019: генерал-майор Кривонос Сергій Григорович

### Заступники командувача
- 2019—2022: бригадний генерал Нечаєв Олег Олександрович[33]

## Оснащення

### Техніка
- СБА «Варта», почали надходити наприкінці липня 2020 року[34].
- HMMWV.

### Стрілецька зброя
Окрім типового для українських збройних сил стрілецького озброєння, використовуються снайперські гвинтівки:
- Snipex T-Rex (14,5 × 114 мм)[35]
- Snipex Alligator (14,5 × 114 мм)[35]
- Savage (.338 Lapua Magnum — 8,6 × 70 мм)[36]
- Barrett M82A3 (.50 BMG — 12,7 × 99 мм НАТО)[36]
- UAR-10 (.308 Winchester — 7,62 × 51 мм)[36]

## Втрати
17 січня 2019 року Президент України Петро Порошенко повідомив, що з початку війни на Донбасі загинули 70 бійців Сил спецоперацій.
29 липня 2021 року Президент України Володимир Зеленський повідомив про 80 загиблих бійців ССО.

## Традиції

### Гасло
Гаслом Сил спеціальних операцій Збройних Сил України було обрано бойове гасло Святослава Хороброго — «Іду на ви!». Нову символіку й однострої було остаточно затверджено наказом МО № 606 від 20 листопада 2017 року.

### Відомчі нагороди
13 жовтня 2017 року до Дня захисника України з метою відзначення бойових заслуг особового складу Сил спеціальних операцій під час проведення спеціальних дій, ведення спеціальної розвідки в тилу противника, начальник Генерального штабу — Головнокомандувач Збройних Сил України ввів у дію відзнаку Командувача Сил спеціальних операцій («Іду на Ви»).
- Відзнака I ступеня (Вожак) — за особисте успішне виконання бойових завдань в тилу противника та безпосередню участь у знищені живої сили та техніки противника.
- Відзнака II ступеня (Вовкулака) — за безпосередню участь в проведенні спеціальних дій та ведення спеціальної розвідки.
- Відзнака III ступеня (Вовк) — за високі показники у службі, виявлену ініціативність та мужність під час виконання службових (бойових) завдань, особистий внесок в успіх спеціальних операцій Збройних Сил України.
- Відзнака IV ступеня — нагороджуються військовослужбовці Сил спеціальних операцій, які успішно закінчили кваліфікаційний курс (Q-COURSE).

Першою відзнакою командувача Сил спеціальних операцій Збройних Сил України «Іду на Ви» (Вожак) був нагороджений легендарний спецпризначенець, Герой України генерал-майор Ігор Гордійчук. Бойовий генерал, справжнім покликанням якого є війська спецпризначення. Для усього особового складу Сил спеціальних операцій Збройних Сил України є зразком виконання обов'язку щодо захисту Батьківщини. Спецпризначенець Збройних Сил України № 1.

## Вшанування

### День Сил спеціальних операцій
29 липня святкується День Сил спеціальних операцій Збройних сил України. Свято встановлене 26 липня 2016 року указом президента України «Про День Сил спеціальних операцій Збройних Сил України». Петро Порошенко зазначив, що свято запроваджене, враховуючи важливу роль Сил спеціальних операцій Збройних Сил України у забезпеченні обороноздатності держави та героїзм особового складу, виявлений під час проведення антитерористичної операції на сході України.
26 травня 2025 року Президент України Володимир Зеленський своїм указом № 346/2025 установив 27 травня Днем Сил спеціальних операцій Збройних Сил України.

### Нагороджені
Станом на 17 січня 2019 року, 294 воїни були нагороджені державними нагородами, 4 воїни отримали звання Герой України. Станом на 29 липня 2021 року, понад 600 воїнів удостоєні державних нагород, 7 — звання Герой України, серед них генерал-майор Ігор Гордійчук («Сумрак») та полковник Олександр Трепак («Редут»).